# Dům U Čtyř sloupů
Dům U Čtyř sloupů, také Dům U Čtyř kamenných sloupů (nebo U Maňasů) je řadový průchodní dům v čp. 591/I v Celetné ulici 25, s průchodem do Štupartské ulice, v Praze 1 na Starém Městě. Historická fasáda skrývá vestavbu čtyřkřídlého obchodního domu s atriem uprostřed, ve stylu konstruktivismu.
Dům je od roku 1958 chráněn jako nemovitá kulturní památka.

## Historie a architektura

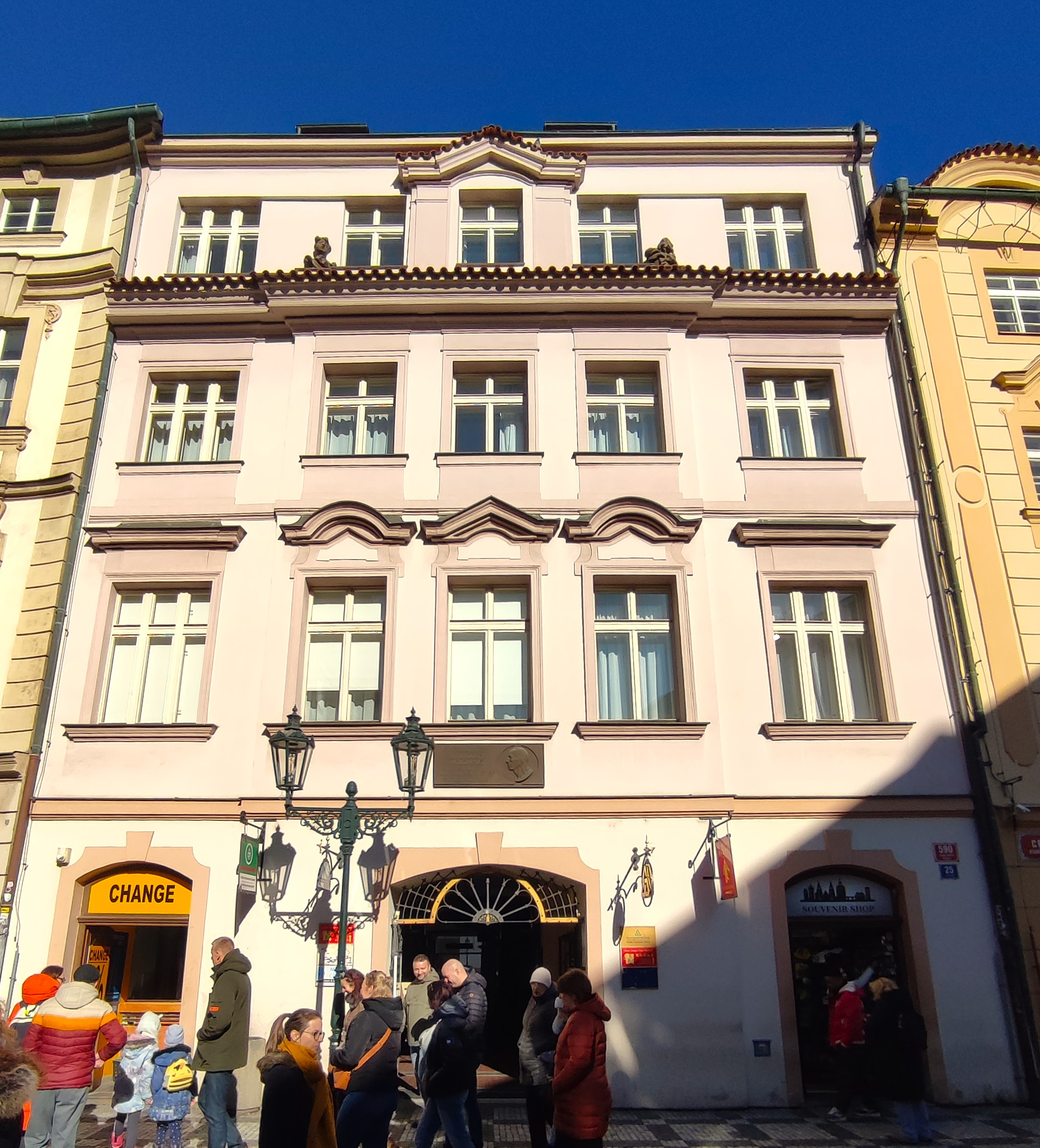
Dům U čtyř sloupů, Celetná 25

Dům stojí na středověkých základech. Poprvé je písemně uveden roku 1361, kdy patřil Frencilu komorníkovi. Po něm jej v letech 1364–1373  držel komorník císaře Karla IV. Pešlin, podle ceny 150 kop grošů to byl palác. V roce 1378 dům získal rektor právnické fakulty pražské univerzity Jan Slepekov a dal vymalovat kamennou bránu, která pravděpodobně měla čtyři sloupy, jež daly domu název.
V roce 1641 dům bez domovního znamení, zvaný U Maňasů, obýval Jakub Křepelka.
V roce 1787 v domě zemřel Emil Mühlwenzel, poslední opat kláštera slovanských benediktinů z Emauz.
Roku 1786 dům koupil italský obchodník Bernard Pompeius Bolzano (1737–1816) s manželkou Cecilií a dětmi. Otevřel si zde obchod se zlatem, stříbrem a galanterií. Narodili a žili zde oba jejich synové (jediní přeživší ze dvanácti dětí) Jan Křtitel Bolzano, který pokračoval v otcově živnosti, a pozdější filozof Bernard Bolzano, který zde také v roce 1848 zemřel.
Roku 1927 pověřil majitel čokoládovny LUNA František Slabý stavitele Matěje Schneiberga a firmu Václava Nekvasila, aby zásuvkovým způsobem postavili nový dům, to znamená ponechali starou fasádu do Celetné ulice s gotickým sklepem a obvodovými stěnami a dostavěli do nich nový třípatrový dům s pasáží a atriem. Dozor při stavbě měl za magistrát architekt Ludvík Kysela. Již 26. května roku 1929 František Slabý v tisku oznámil otevření nové nákupní pasáže Luna s prodejnou čokoládovny. Pasáž prošla dílčími stavebními zásahy a byla pod původním názvem v provozu až do 90. let. Po poslední obnově (vestavba prosklené restaurace s mřížemi ve dvoře, adaptace parteru do Štupartské ulice pro kanceláře banky) došlo k přejmenování na pasáž Bolzano.    
Hlavní fasáda čtyřkřídlého domu do Celetné ulice je třípatrová, symetrická pětiosá, klasicistního stylu. Ostatní křídla jsou čtyřpatrová. Moderní architektura je funkcionalistická, má železobetonovou konstrukci, kolem čtvercového atria uprostřed je ochoz, krytý skleněným jehlancem střechy. V suterénu atria je restaurace.

## Zajímavost
- O pasáži zpívá Petra Černocká v písni Projdem se pasáží Luna (1986), která ke skladbě napsala i český text. Jedná se o coververzi italské písně Non voglio mica la luna (1984) od zpěvačky Mariny Fiordaliso.

## Galerie

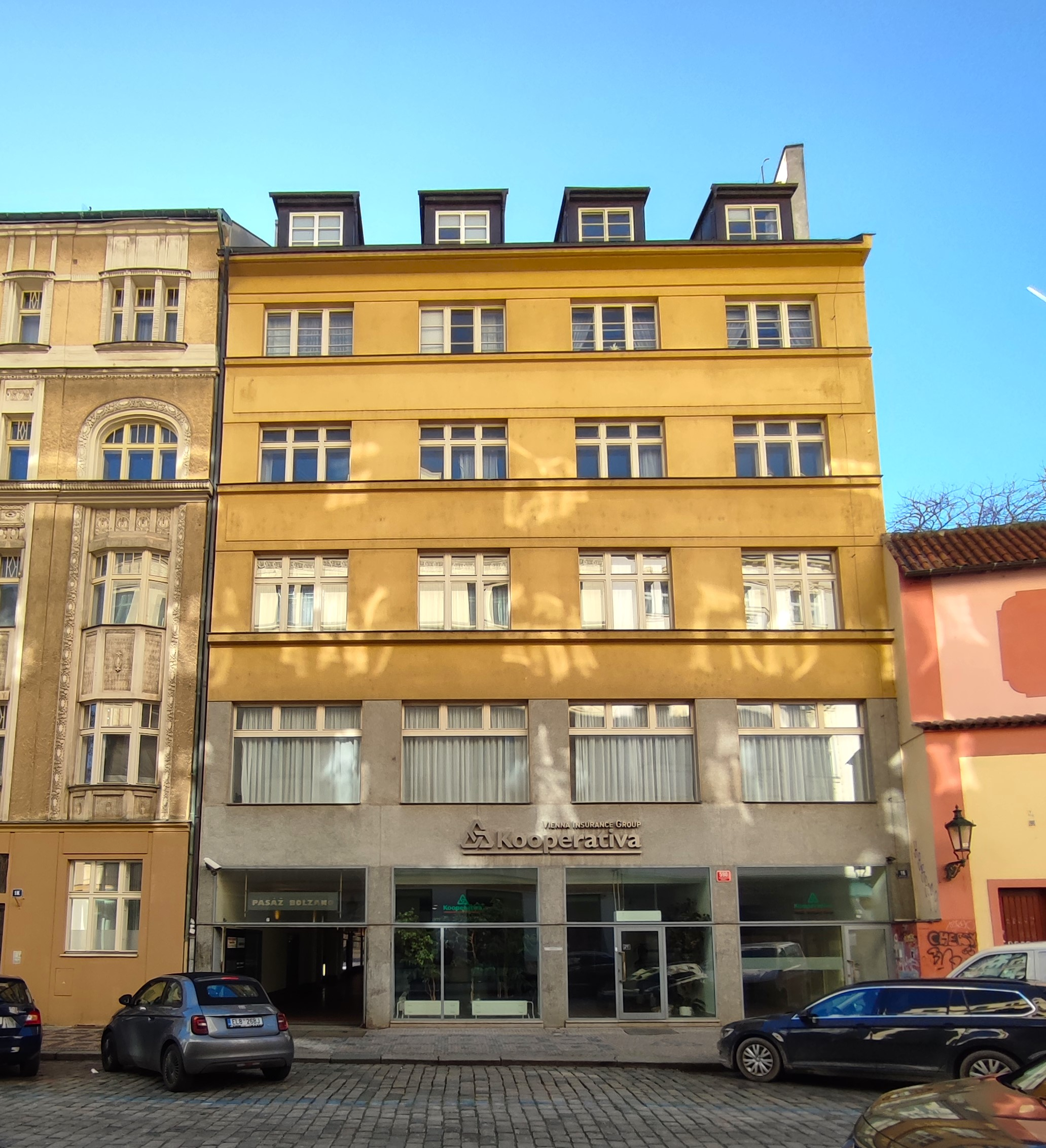
Fasáda Štupartská 16
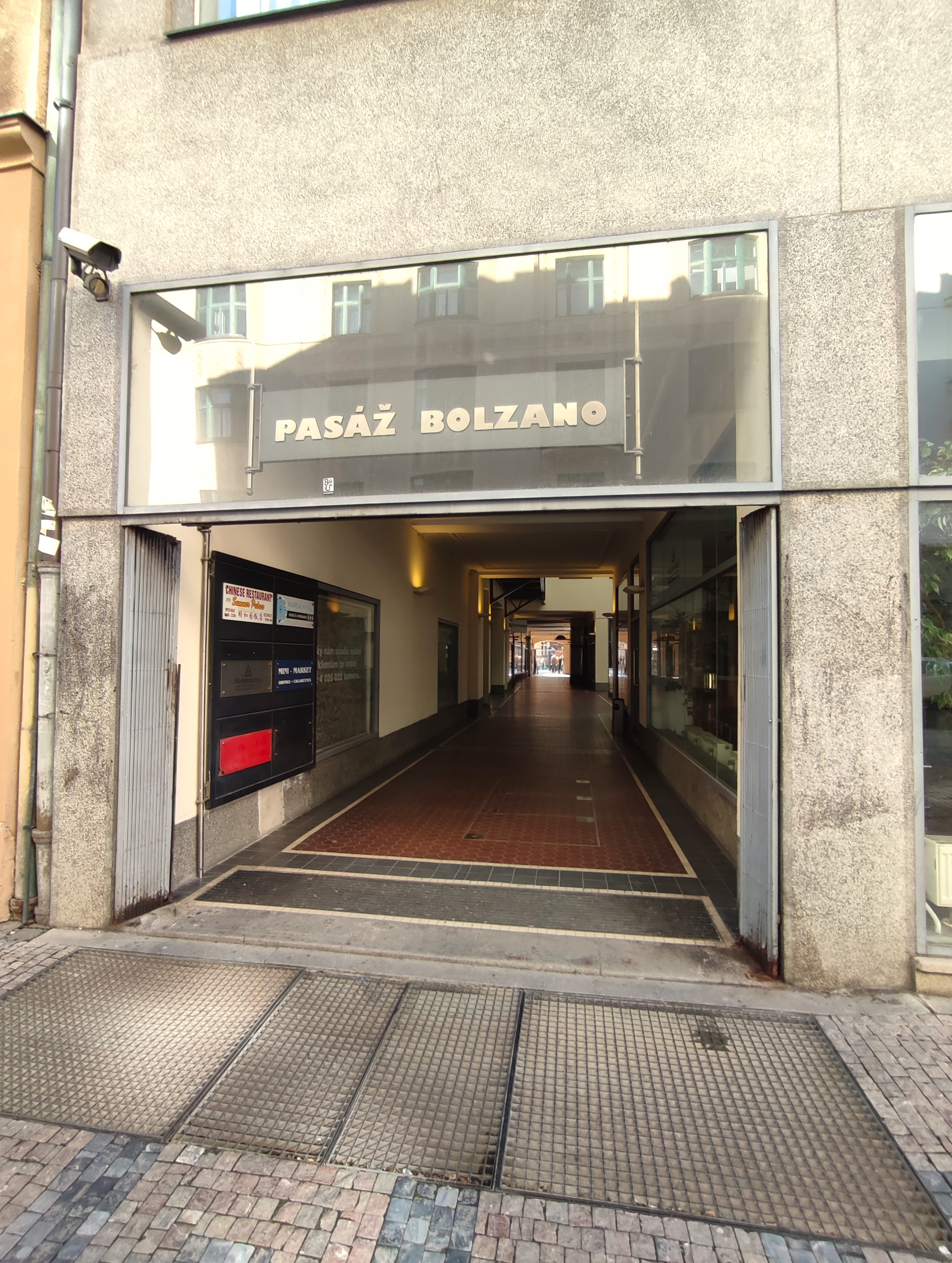
Vchod ze Štupartské
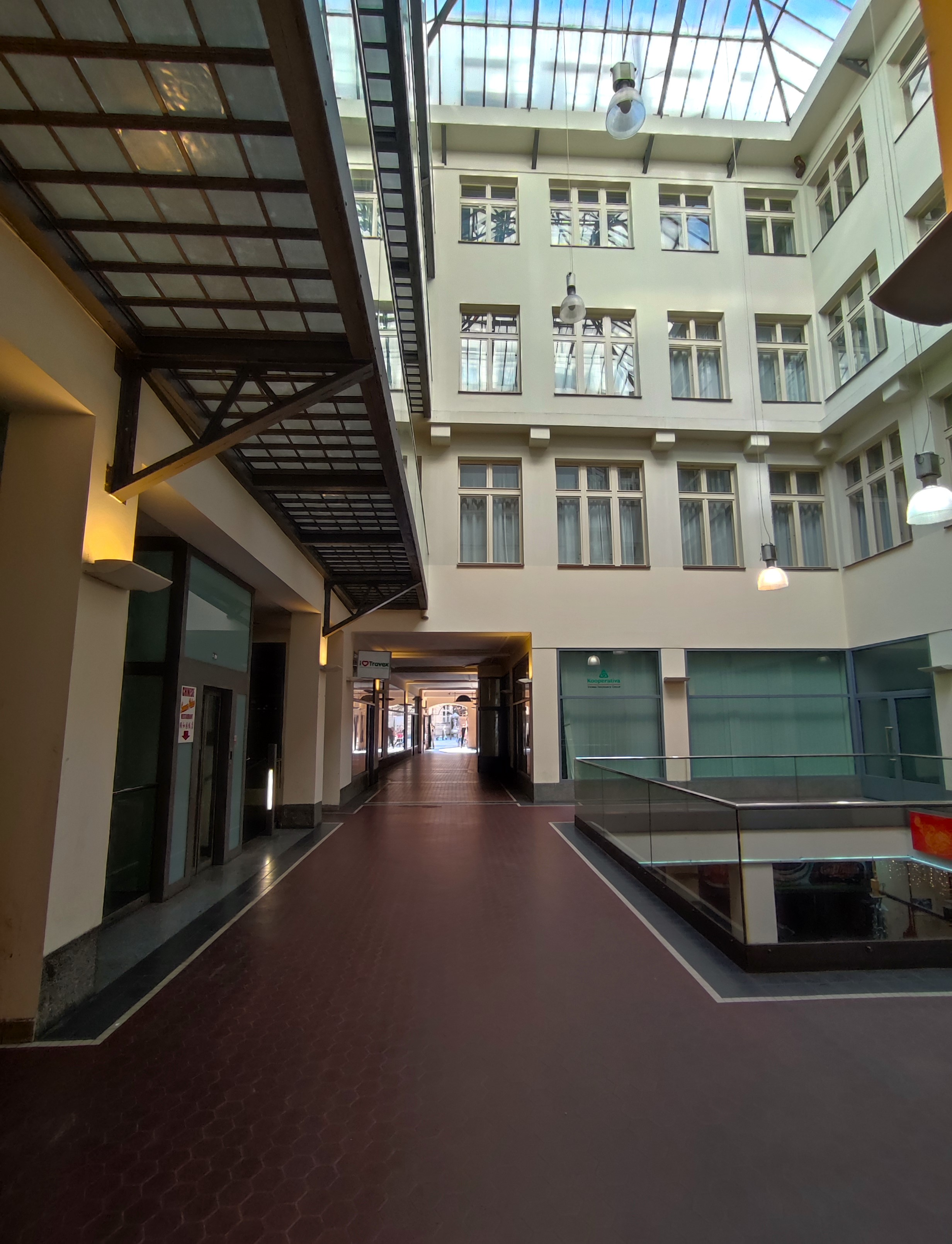
Pasáž
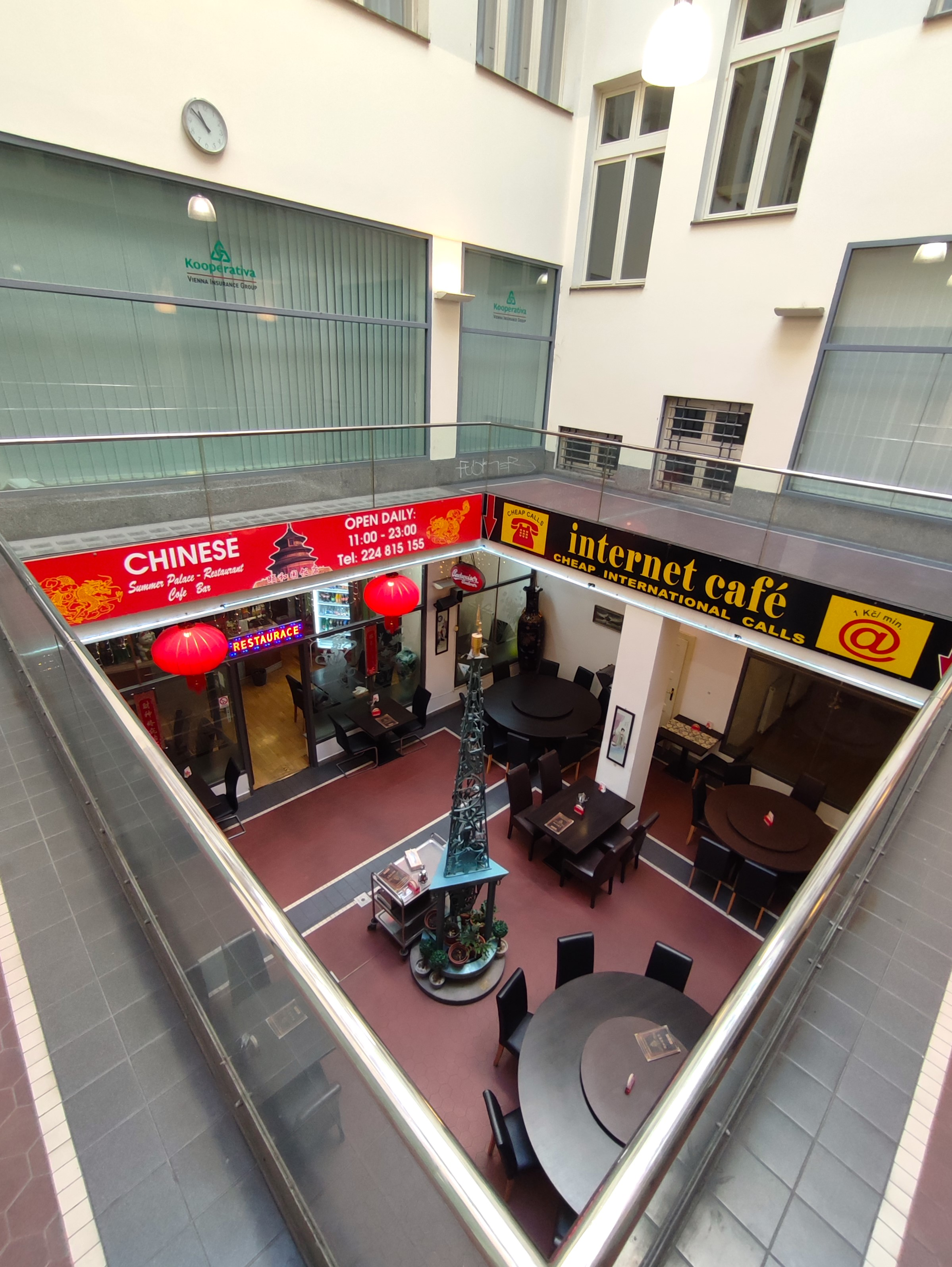
Atrium - suterén
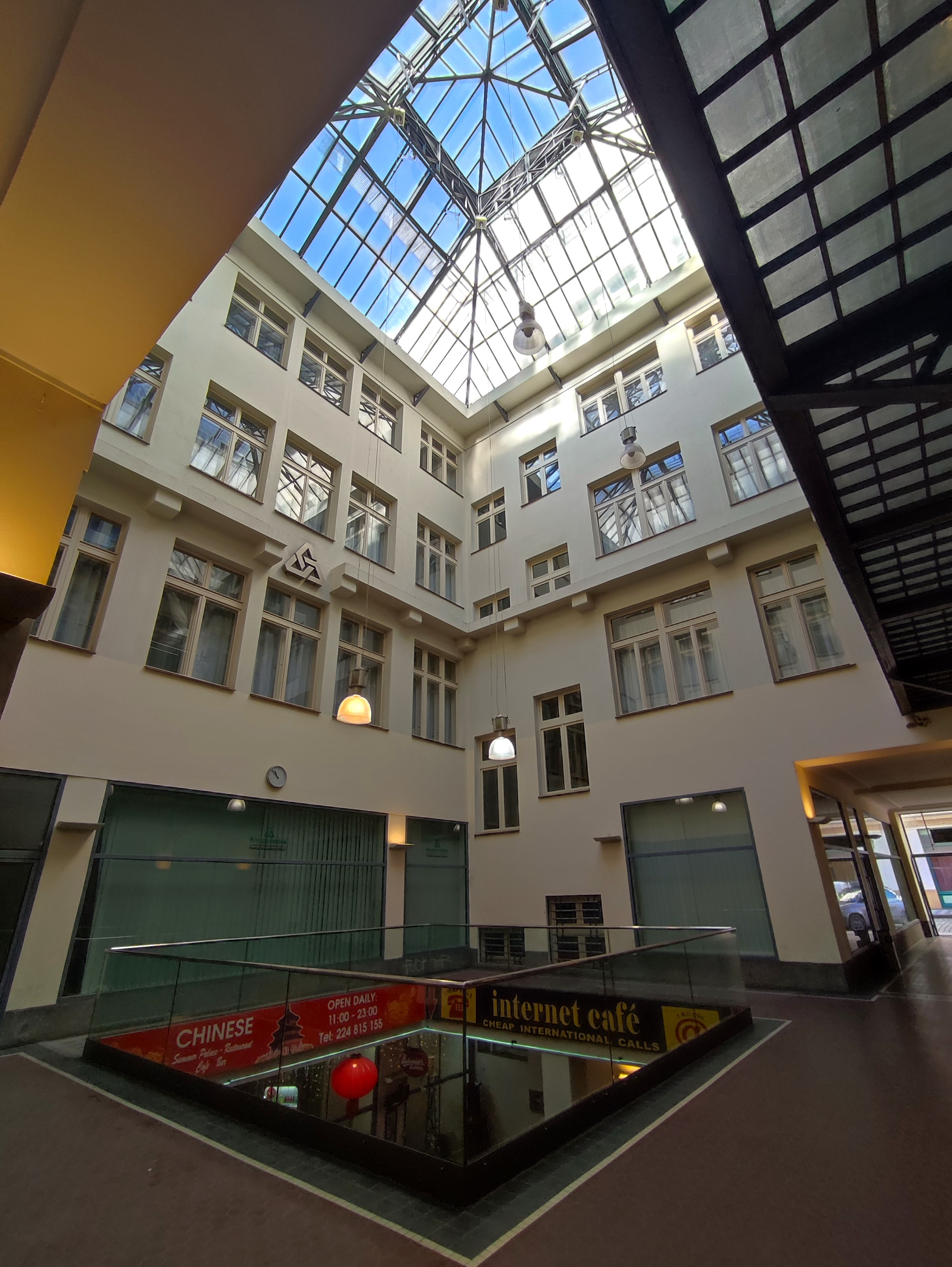
Atrium
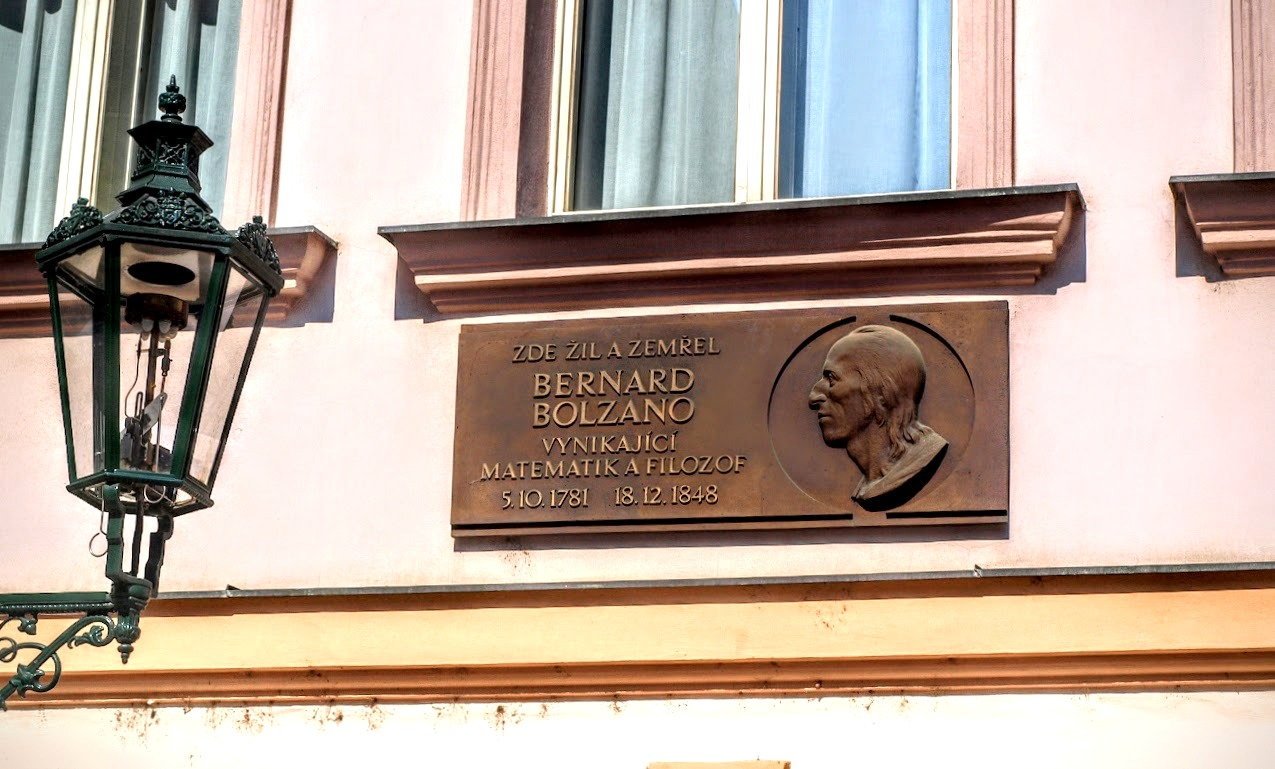
Pamětní deska Bernarda Bolzana